# Dmitrij Fofonov
Dmitrij Aleksandrovič Fofonov (in russo Дмитрий Александрович Фофонов?; Almaty, 15 agosto 1976) è un dirigente sportivo, ex ciclista su strada e pistard kazako.
Professionista dal 1999 al 2012, è stato due volte campione nazionale, in linea e a cronometro. Dal 2013 è direttore sportivo all'Astana.

## Carriera
Debutta come professionista nel 1999 con la belga Collstrop, dopo un anno da stagista presso la stessa squadra. Nelle stagioni seguenti gareggia in Francia, prima con la Besson Chaussures, poi dal 2001 al 2005 con la Cofidis e quindi dal 2006 al 2008 con la Crédit Agricole.
Al Tour de France 2008, a seguito di un controllo antidoping dopo la diciottesima tappa, viene trovato positivo all'eptaminolo, un vasodilatatore vietato. In seguito a quest'episodio, la lega nazionale di ciclismo lo sospese per tre mesi. Torna alle corse nell'aprile 2009, vincendo due mesi dopo la prova in linea del campionato kazako su strada, e dal 2010 al 2012 corre per l'Astana. Nell'autunno del 2012 annuncia il ritiro dall'attività.
Dopo il ritiro assume il ruolo di direttore sportivo per il team Astana, affiancando Giuseppe Martinelli e Gorazd Štangelj.

## Palmarès
- 2000

Campionati kazaki, Prova a cronometro
Zellik-Galmaarden
- 2002

7ª tappa Volta Ciclista a Catalunya (Barcellona)
- 2008

7ª tappa Critérium du Dauphiné (Grenoble)
- 2009

Campionati kazaki, Prova in linea
3ª tappa Tour du Loir-et-Cher (Vendôme)

## Piazzamenti

### Grandi Giri
- Giro d'Italia

2005: 89º
- Tour de France

2004: 87º
2007: 26º
2008: squalificato (18ª tappa)
2011: 106º
2012: 63º
- Vuelta a España

2001: 57º
2002: 78º
2003: 105º
2006: 32º
2010: 57º

### Classiche monumento
- Milano-Sanremo

2001: 66º
2003: 82º
2008: 32º
- Liegi-Bastogne-Liegi

2001: 85º
2002: ritirato
2005: 90º
2006: 49º
2007: 68º
2010: ritirato
2011: ritirato
2012: 102º
- Giro di Lombardia

2001: ritirato
2003: 55º
2004: 38º
2007: ritirato
2010: ritirato
2011: ritirato

### Competizioni mondiali
- Campionati del mondo

Verona 1999 - In linea: ritirato
Plouay 2000 - In linea: 87º
Lisbona 2001 - In linea: 84º
Hamilton 2003 - In linea: 68º
Hamilton 2003 - Cronometro: 18º
Verona 2004 - In linea: ritirato
Stoccarda 2007 - In linea: ritirato
Mendrisio 2009 - In linea: 66º
Melbourne 2010 - Cronometro: 22º
Melbourne 2010 - In linea: 12º